# Auguste Otto-Wernthal
Auguste Otto-Wernthal, geborene Auguste Wernthal (17. September 1833 in Braunschweig – 12. August 1856 ebenda) war eine deutsche Theaterschauspielerin und Opernsängerin (Sopran).

## Leben
Die allbeliebte Soubrette Anna Grobecker veranlasste die Tochter des Komponisten und Kammermusikus Wernthal auf einem Liebhabertheater aufzutreten, bei welcher Gelegenheit sie ihr Talent entdeckte. Sie bildete sich unter der Leitung ihres Vaters aus und wurde als jugendliche Sängerin (1849) am Braunschweiger Hoftheater engagiert (Debüt: „Ännchen“). Da man auch ihr Darstellungstalent anerkannte, so wurde sie, und zwar mit demselben Erfolg im Trauer-, Schau- und Lustspiel verwendet. 
Den ersten durchschlagenden Erfolg hatte sie als „Charlotte Corday“ in Wolfgang Robert Griepenkerls „Die Girondisten“. Das Publikum jubelte ihr förmlich zu und das Resultat war ein mehrjähriger Kontrakt.
Im Jahre 1854 heiratete sie den Chefredakteur der Deutschen Reichs-Zeitung Reinhard Otto (der in zweiter Ehe vom 12. Juni 1859 mit Karoline Thate bis zu seinem Tod 1885 verheiratet war). Diese Verbindung war auch für ihre künstlerische Laufbahn von Wert, denn seine Beziehungen zum Theater verschafften ihr die günstigsten Engagementsanträge.
So wurde sie nach Bremen berufen, wo sie bald der erklärte Liebling des Publikums wurde, beteiligte sich hierauf an den großen Gastspielreisen an dem Hamburger Stadttheater und feierte noch im selben Jahre Triumphe am Stadttheater in Köln.
Am 1. Mai 1856 unterschrieb sie einen Vertrag, der sie ans Hannoversche Hoftheater führte. Dort brachte sie es nur bis zu den Debütrollen, denn sie verstarb im August des Jahres in Braunschweig an den Folgen einer Frühgeburt.